# Німецька церква (Стокгольм)
Німецька церква (швед. Tyska kyrkan, нім. Deutsche Kirche або Церква Святої Гертруди (швед. Sankta Gertruds kyrka) — євангелічно-лютеранська церква у районі «Старе місто» у центрі Стокгольма.
Церква розташовується між вулицями Тюска Брінкен, Свартмангатан та Престгатан. У середні віки цей квартал був населений переважно німцями, звідси і назва — «німецька». Церкву освятили на честь святої Гертруди Нівельської (626—659), настоятельки бенедиктинського монастиря Нівель у сучасній Бельгії і покровительки мандрівників.
Зараз парафія церкви організаційно входить до Церкви Швеції у складі позатериторіального округу, який включає близько 2000 членів, що живуть у Стокгольмі. Богослужіння німецькою мовою проводяться щонеділі об 11:00. Церква відкрита з 1 травня по 30 вересня: щодня від 11 до 17 год. (крім богослужінь).

## Історія
На місці нинішньої церкви в XIV столітті існувала Німецька гільдія Святої Гертруди Нівельської. Вона об'єднувала німецьких торговців, які проживали в Стокгольмі, але на збори гільдії так само часто запрошувалися шведські торгові партнери. З часом головну будівлю гільдії було вирішено перебудувати у церкву, що і було зроблено у 80-ті рр. XVI ст. До проєкту були залучені архітектори фламандець Віллем Бой, голландець Хуберт де Беше та Ганс Якоб Крістлер, страсбурзький майстер.
Незважаючи на те, що в Стокгольмі проживала велика кількість німецьких торговців і майстрів, вони не мали окремого місця для богослужінь аж до 1558 року, коли король Густав Ваза дозволив їм проводити окремі збори німецькою мовою, проте точне місце, де вони відбувалися невідоме.
У 1571 році король Юхан III дозволив німецькомовним городянам Стокгольма сформувати окремий прихід, для якого запрошувалися пастори з Німеччини. Спочатку зібрання проходили в Церкві Ріддаргольмена, потім приходу для богослужінь була визначена каплиця, побудована для фінів. В результаті будівля використовувалася по черзі двома громадами.

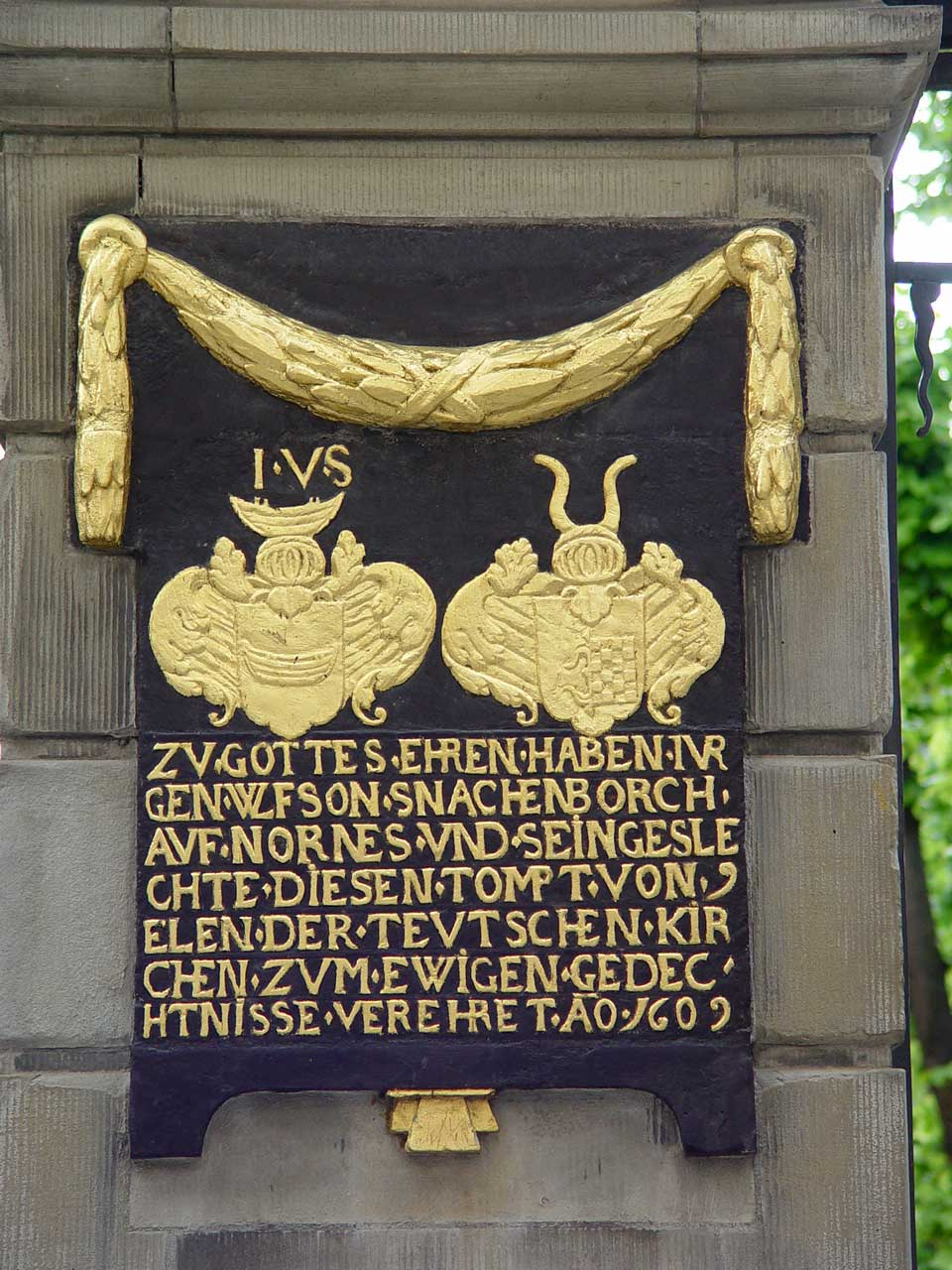
Ліва частина східних воріт

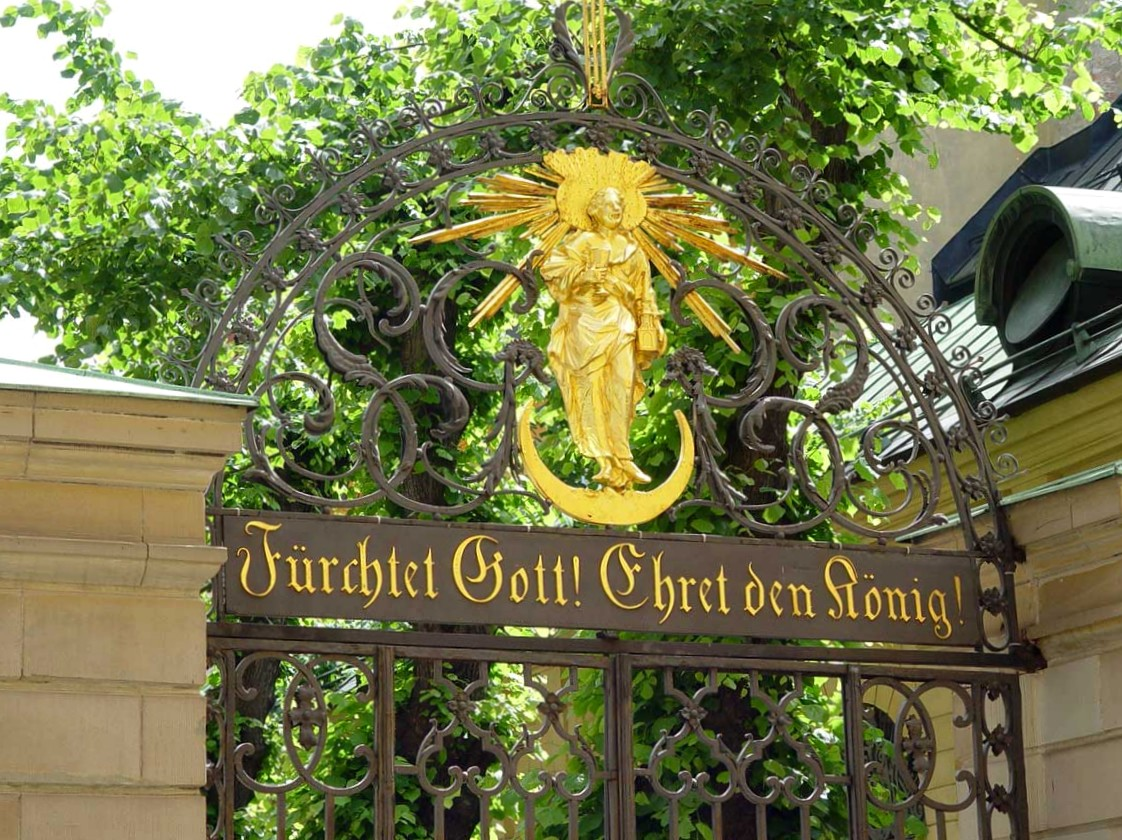
Північні ворота

В 1607 році король Карл IX передав будівлю виключно німцям. У 1638—1642 рр. Ганс Якоб Крістлер розширив каплицю до розмірів нинішньої двонефної існуючої церкви. Протягом XVII століття, бо хор школи брав участь у королівських концертах, церква стала важливим центром духовної музики Швеції. Крипта, будівництво якої було розпочато в 1716 році, все ще використовується приходом. До 1800 року німецька громада налічувала всього 113 парафіян. У 1878 році пожежа зруйнувала дзвіницю, через що вона була реконструйована.

## Архітектура

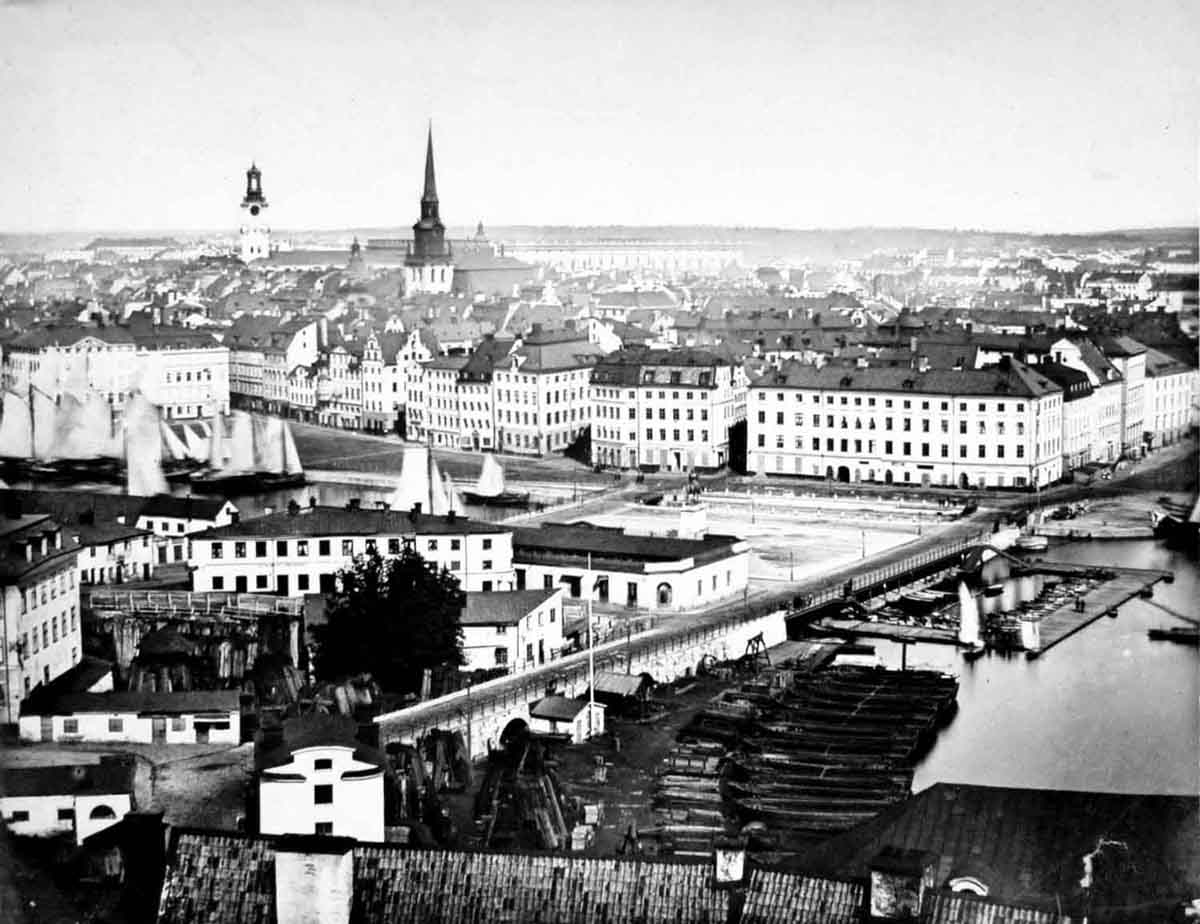
Старий шпиль. Фото 1865.

Цегляний шпиль, верх якого покритий мідними листами, має висоту 86 метрів. Сучасний шпиль був створений у 1878 році за проектом берлінського архітектора Юліуса Карла Рашдорфа (1823—1914). Для прикраси він використовував неоготичні гаргуйлі — елемент досить незвичайний для шведської архітектурної історії, але сьогодні визнаний як природні особливості старого міста.

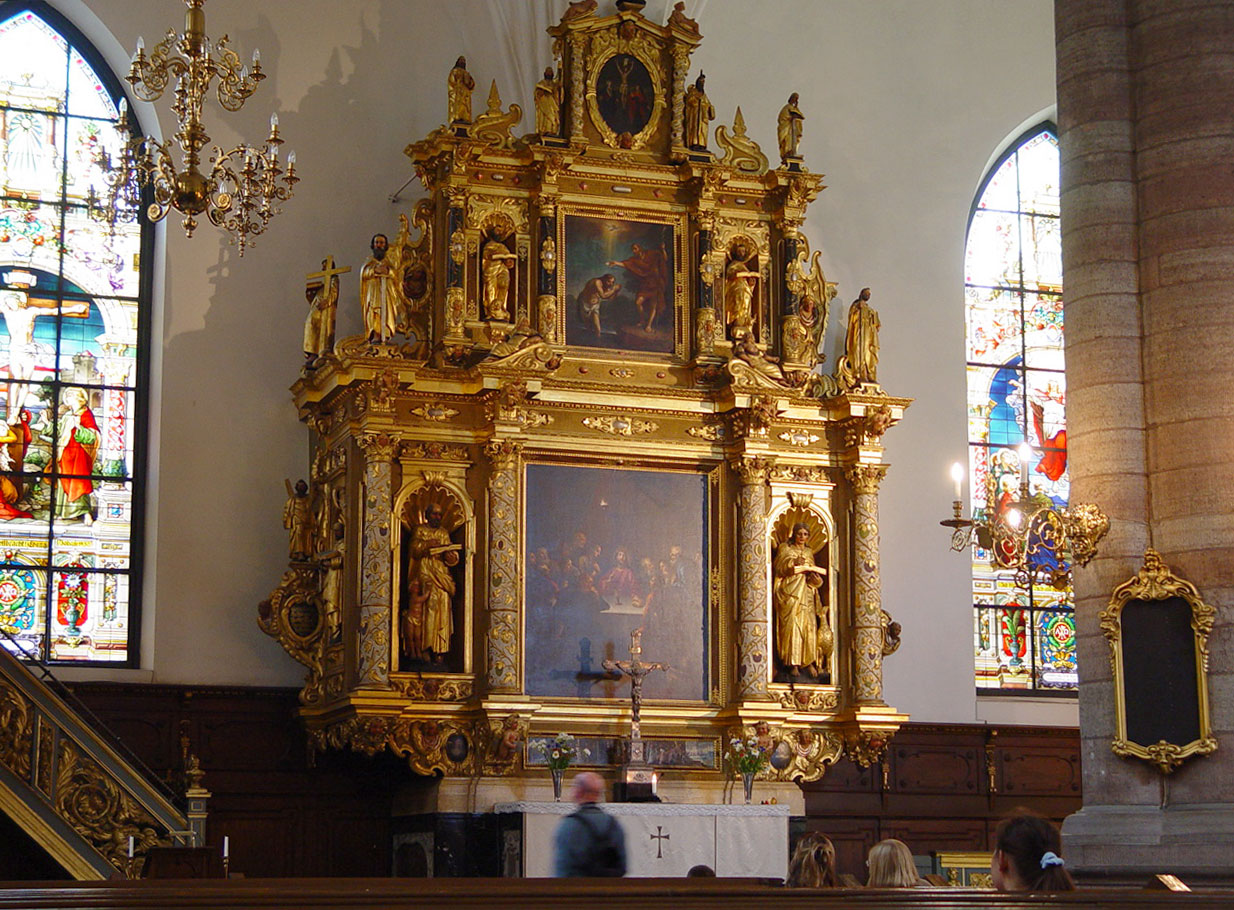
Вівтар

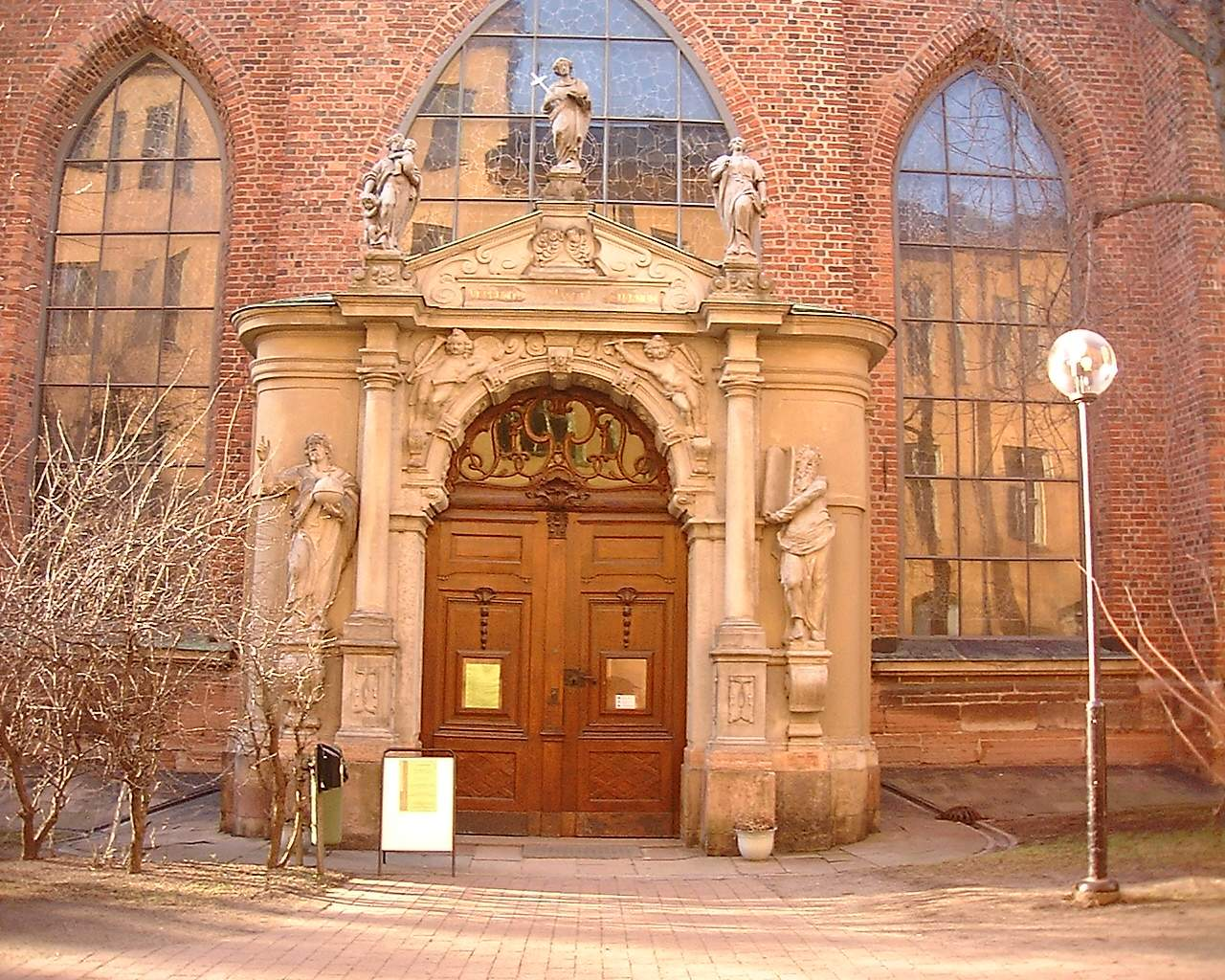
Південний портал

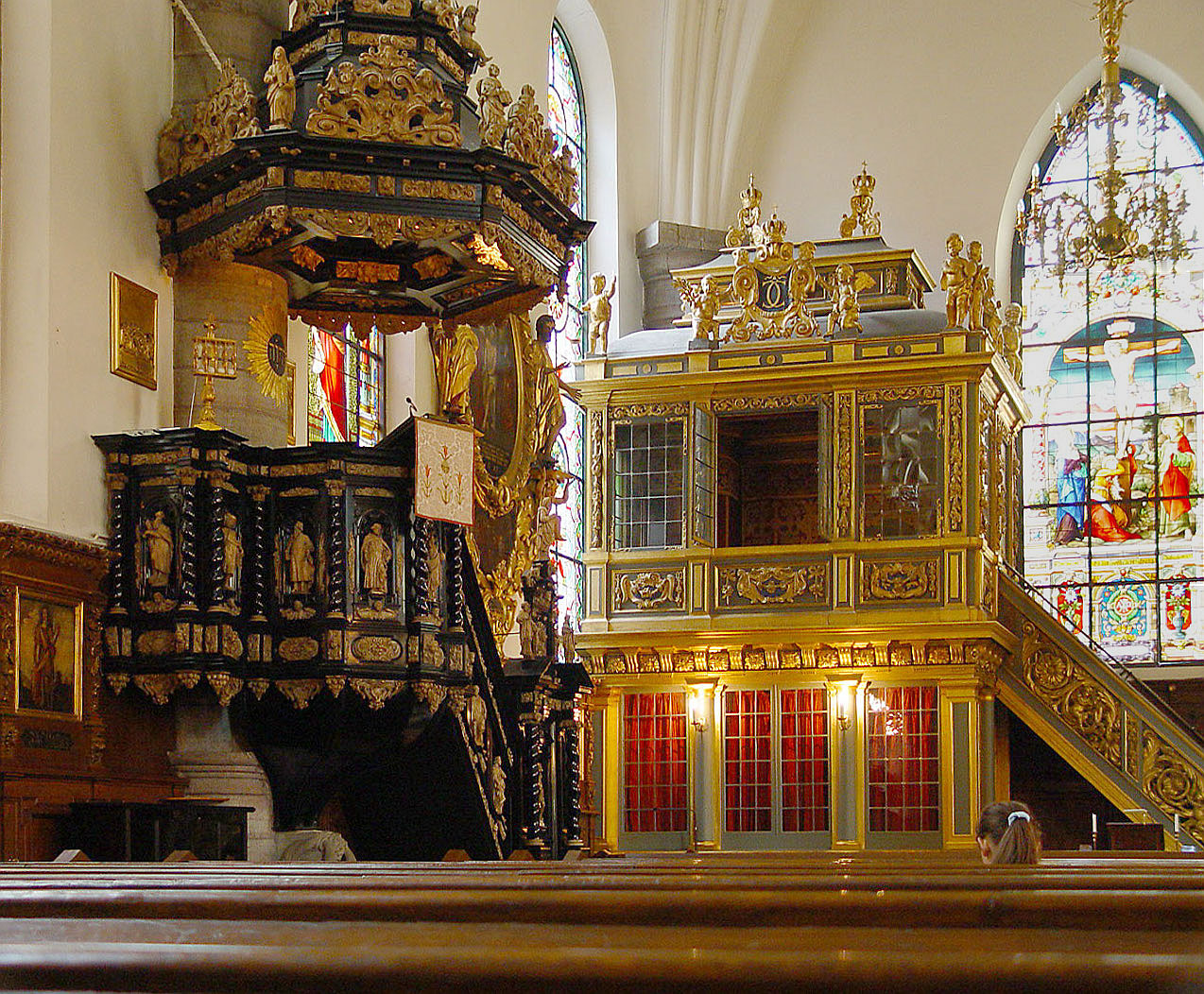
Кафедра і королівська каплиця

Набір дзвонів дозволяє чути дзвін у старому місті чотири рази на день: о 8:00 і 16:00 лютеранський гімн Звеличимо всі Творця (швед. Nu tacka Gud, allt folk) на мелодію Йоганна Крюгера, а в полудень і о 20:00 гімн Praise the Lord.
Північні ворота, що виходять на Тюска Брінкен, прикрашені висловом нім. Fürchtet Gott! Ehret den König! — Бійтеся Бога! Шануйте короля!). Східні ворота виходять на Свартмангатан. Південний портал, зроблений з пісковика, прикрашений статуями Ісуса і Мойсея, що символізує Новий Завіт і Старий Завіт, супроводжувані Любов'ю, Надією і Вірою. Статуї були виготовлені в 40-х роках XVII ст. Йостом Генне з Вестафаліі (згодом старшиною гільдії каменярів Стокгольма).

### Інтер'єр
Інтер'єр церкви виконаний у стилі бароко, з великими вікнами, які пропускають у будівлю багато світла, високими склепіннями, прикрашеними ангельськими головами. Винні погреби гільдії все ще знаходяться під мармуровою підлогою. В атріумі є вікно із зображенням Святої Гертруди, що тримає в одній руці чашу і модель церкви в іншій. Десятиметровий вівтар був створений Маркусом Гебелем, майстром з Ноймюнстера, Шлезвіг-Гольштейн.
Так звана королівська галерея, увінчана монограмою короля Карла XI, була побудована за проектом Нікодемуса Тессіна Старшого. Вона прикрашена ліпниною зеленого і золотого кольорів, приховує опорні конструкції. На галерею веде сходовий марш з витонченою різьбою. Галерея використовувалася представниками королівських сімей, часто німецького походження, під час відвідинами ними проповідей.
Стеля прикрашає живопис Давида Клекера-Еренштраля з Гамбурга, згодом члена німецького приходу Стокгольма. Нижня частина галереї пізніше була засклена, нині там знаходиться ризниця. Розписані вікна створені в XX столітті. Над входом у церкву є меморіальна дошка на пам'ять про ресторатора Петера Генріха Фурмана (помер 1773), одному з найбільш щедрих ктиторів церкви.